# Casa-fàbrica Salgado-Güell

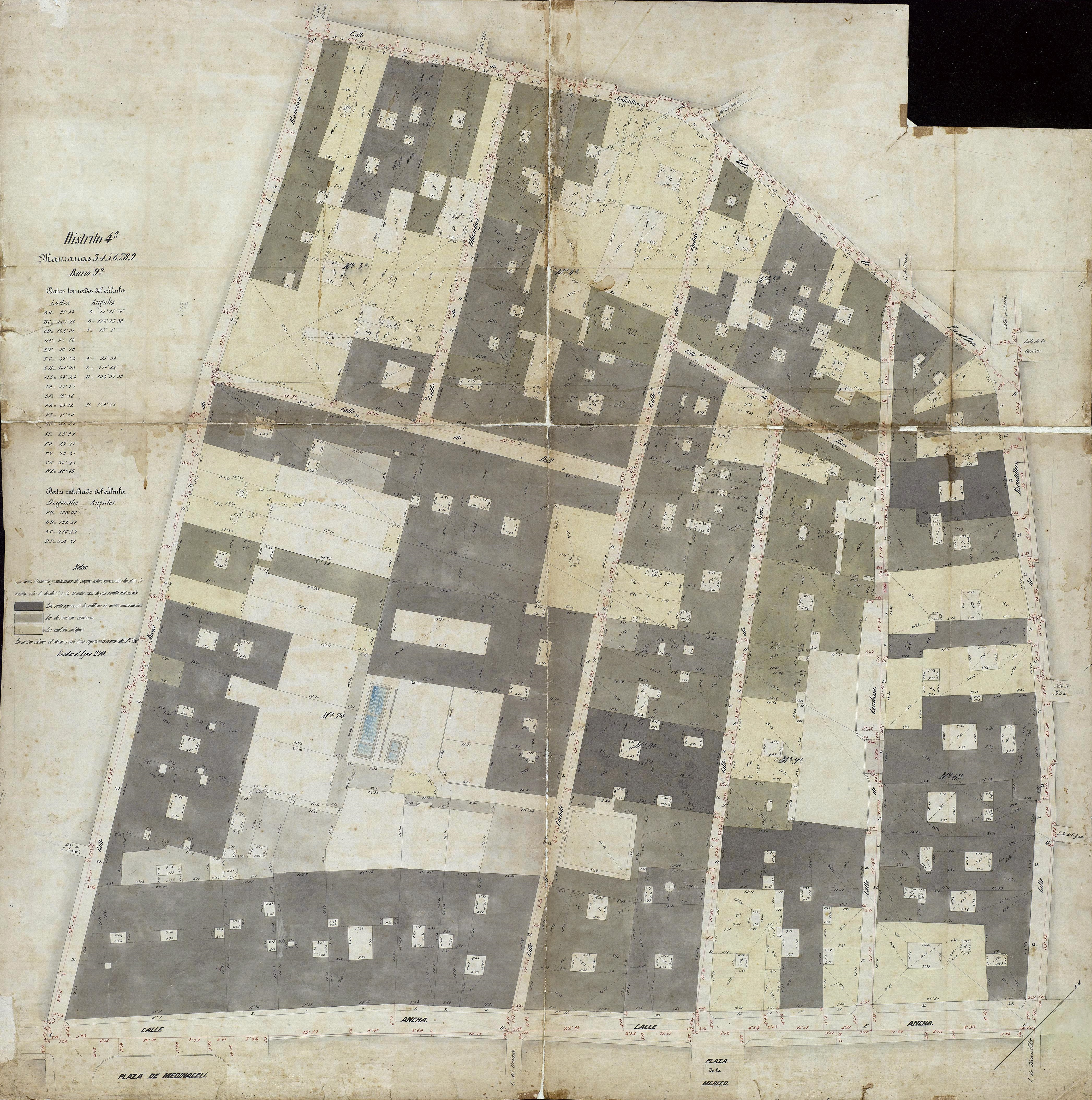
Quarteró núm. 113 de Garriga i Roca (c. 1860)

La casa-fàbrica Salgado-Güell és un edifici situat al carrer dels Còdols, 16 de Barcelona, del qual es va enderrocar la part corresponent a la fàbrica i es conserva la dedicada a habitatges.

## Història i descripció

### Casa-fàbrica Salgado
El 23 de febrer del 1782, els comerciants Pau Armet i Torres i Joan Salgado i Calsada van constituir la companyia Armet i Salgado, amb un capital de 26.000 lliures i sota el patrocini de Sant Antoni de Pàdua i les ànimes del Purgatori. Armet hi aportà un prat d'indianes a l'actual La Marina del Prat Vermell, amb una casa i els utensilis corresponents, procedents de l'extingida raó social Miquel Castelló i Cia, pel valor de 3.550 lliures. La fàbrica es va instal·lar en una casa del carrer de Basea que tenien llogada a Anton Fluvià.
El 13 de maig del 1784, Salgado va adquirir a Ferran de Mora un hort al carrer dels Còdols per 9.714 lliures, 3 sous i 9 diners, i poc després, va demanar permís per a construir-hi una casa-fàbrica de planta baixa i tres pisos. Pau Armet va morir el 1790 i la societat continuà funcionat com Vídua d'Armet, Salgado i Cia.
El 1842 hi havia la fàbrica de teixits de Pau Vidal i Cia, i el 1849 la de Sagarra i Poudevida.

### Casa-fàbrica Güell
El 23 de maig del 1854, l'indià Joan Güell i Ferrer va adquirir la casa-fàbrica a Antoni Salgado i Reynés i al seu fill Joan Salgado i Ribot per 62.000 lliures, i entre 1858 i 1859 va presentar a l'Ajuntament els projectes de reconstrucció de les «quadres» i de l'edifici d'habitatges, signats per l'arquitecte Josep Oriol Mestres. D'acord amb la carta de pagament de les obres, aquestes foren dirigides pel mestre d'obres Josep Nolla, amb la col·laboració del fuster Josep Suñer, el serraller Pau Domènec, que subministrà les columnes de fosa, el vidrer Josep Gómez i el pintor Sebastià Carreras.
La fàbrica, enllestida el 1860, consistia en dues «quadres» de sis plantes disposades perpendicularment al carrer, formant un pati central i unides per un cos de serveis, i va acollir el despatx i magatzem de la fàbrica de panes de la societat Güell i Cia i de les seves successores. El 2006, foren enderrocades per a la implantació de l'Escola Drassanes en aquesta illa. L'edifici d'habitatges de planta baixa i quatre pisos, acabat el 1861, és una obra neoclassicista d'alta qualitat, característica de l'arquitectura funcional de mitjans del segle xix, amb accessos separats per a l'escala de veïns i les «quadres» interiors amb pas de carruatges, sis eixos verticals d'obertures, i una divisió tripartita de la façana, a l'estil dels exemples de les Écoles Polytechniques franceses. Tot i això, no està catalogat i, per tant, li correspon la categoria D (bé d'interès documental), atorgada per defecte a tots els edificis del districte de Ciutat Vella.